# Nercillac
 Nercillac  es una población y comuna francesa, en la región de Poitou-Charentes, departamento de Charente, en el distrito de Cognac y cantón de Jarnac.

## Demografía
| 718 | 764 | 804 | 1047 | 1159 | 1050 |
| Para los censos de 1962 a 1999 la población legal corresponde a la población sin duplicidades (Fuente: INSEE [Consultar]) |     |     |      |      |      |